# Matt Goss
Matt Goss (* 29. September 1968 als Matthew Weston Goss in London) ist ein britischer Sänger.

## Biografie
Matts Musiker-Karriere begann Mitte der 1980er Jahre, als er mit seinem Zwillingsbruder Luke Goss und dem Schulfreund Craig Logan die Band Bros gründete. Sie waren sehr erfolgreich, hatten zwischen 1987 und 1989 mehrere Top-Ten-Hits und spielten zwei Welttourneen. Nach zwölf Singles und drei Studioalben war 1991 Schluss. Nach der Trennung der Gruppe startete Matt seine Solokarriere und wirkte auch in einigen anderen Projekten mit.
2005 erschien seine Autobiografie More Than You Know in englischer Sprache (Verlag: Harper Collins Entertainment).
Im Juni 2009 erhielt Matt Goss durch die Vermittlung von Robin Antin, Erfinderin der Pussycat Dolls und Produzentin von Goss’ Live-Show, ein Engagement als Resident Artist im Palms Casino Resort am Las Vegas Strip, USA. Seit Januar 2010 läuft die Show Matt Goss live im Caesars-Palace-Hotel im eigens umbenannten Gossy Room.
Am 19. Oktober 2010 gastierte Matt Goss vor ausverkauftem Haus in der Royal Albert Hall in London.

## Diskografie

### Alben
- 1995: The Key
- 1997: One (Co*Bra)
- 2003: Face the Wind Vol.1 & 2 (nur iTunes)
- 2004: Early Side of Later
- 2009: Gossy
- 2010: Firefly (Paul Oakenfold feat. Matt Goss)
- 2013: Life You Imagine

### Singles
- 1995: The Key
- 1995: Heaven is 10 Zillion Light Years Away
- 1995: Hard Being Friends
- 1996: If You Were Here Tonight
- 1997: Love Sweet Love
- 1998: Living for the City
- 2003: I'm Coming with Ya
- 2004: Fly
- 2004: I Need the Key (Minimal Chic feat. Matt Goss)
- 2005: With or Without You (Minimal Chic feat. Matt Goss)
- 2006: It's the End of the Road (nur iTunes)
- 2009: Evil (nur als Download)
- 2011: Fighting For Love (nur als Download)